# CIE de Sapadors
El CIE de Sapadors és un centre d'internament d'estrangers de València. Es va obrir amb 156 places, 132 per homes i 24 per dones.
El 31 de març del 2010 s'inicià la campanya CIEs NO de Valencia, que de manera constant ha denunciat les condicions del centre d'internament amb diversos actes de protesta.
El 5 de desembre del 2014 la Defensora del poble va fer arribar un escrit amb suggeriments al director de la policia on demanava roba d'abrigar pels interns, denunciava la manca de calefacció i reclamava aigua calenta a les dutxes. El 2015 es va admetre una querella per maltractaments d'agents policials a dos interns. Durant el 2015 aquests fets es van denunciar en diverses ocasions, motius que van provocar que les persones tancades fessin vagues de fam i intentessin fugir. El 5 d'octubre de 2016 el centre es va tancar temporalment. El febrer del 2017 encara no s'havia reobert.
El juliol del 2015 es va estrenar el documental La puerta azul, que mostra opinions a favor i en contra sobre aquests espais a través d'entrevistes a activistes, polítics, policies, jutges i migrants reclosos al CIE. El juliol del 2016 l'alcalde de València, Joan Ribó, va instar al Ministeri de l'Interior a tancar el CIE després de denunciar que es prohibís l'accés als tècnics del consistori que volien inspeccionar presencialment el CIE i va posar en dubte les condicions de salubritat, urbanisme, llicència d'activitats i llicència d'obres.